# Commonwealth Bank
La Commonwealth Bank of Australia (spesso indicata semplicemente come Commonwealth Bank o Commbank) è un istituto di credito australiano. 
La Banca è attualmente quotata in borsa, alla Borsa di Sidney. È considerata una delle big four, ovvero delle quattro maggiori banche australiane, insieme alla National Australia Bank (NAB), alla Australia and New Zealand Banking Group (ANZ) e alla Westpac. Oltre che nella madrepatria, la Commonwealth Bank è presente anche in Nuova Zelanda, in Indonesia e in altri paesi asiatici.

## Storia

### Gli inizi (1911–1919)
La Commonwealth Bank of Australia è stata fondata per legge dal Commonwealth Bank Act del 1911, proposto dal governo laburista di Andrew Fisher, che favoriva la nazionalizzazione delle banche. Fungeva sia da banca ordinaria sia da cassa di risparmio ed era garantita dalla Stato federale.
La Banca aprì la prima filiale a Melbourne nel 1912. In base a un accordo, tuttora vigente, con le poste australiane, la Banca opera anche attraverso gli uffici postali. Nello stesso 1912 la Commonwealth Bank assorbì la cassa di risparmio statale della Tasmania, così nel 1913 aveva filiali in tutti i sei stati dell'Australia.
Nel 1916 la Commonwealth Bank trasferì la sede centrale a Sydney. Inoltre, seguì l'esercito australiano in Nuova Guinea, dove aprì l'agenzia di Rabaul e filiali in altre località.

### Banca centrale (1920–1960)

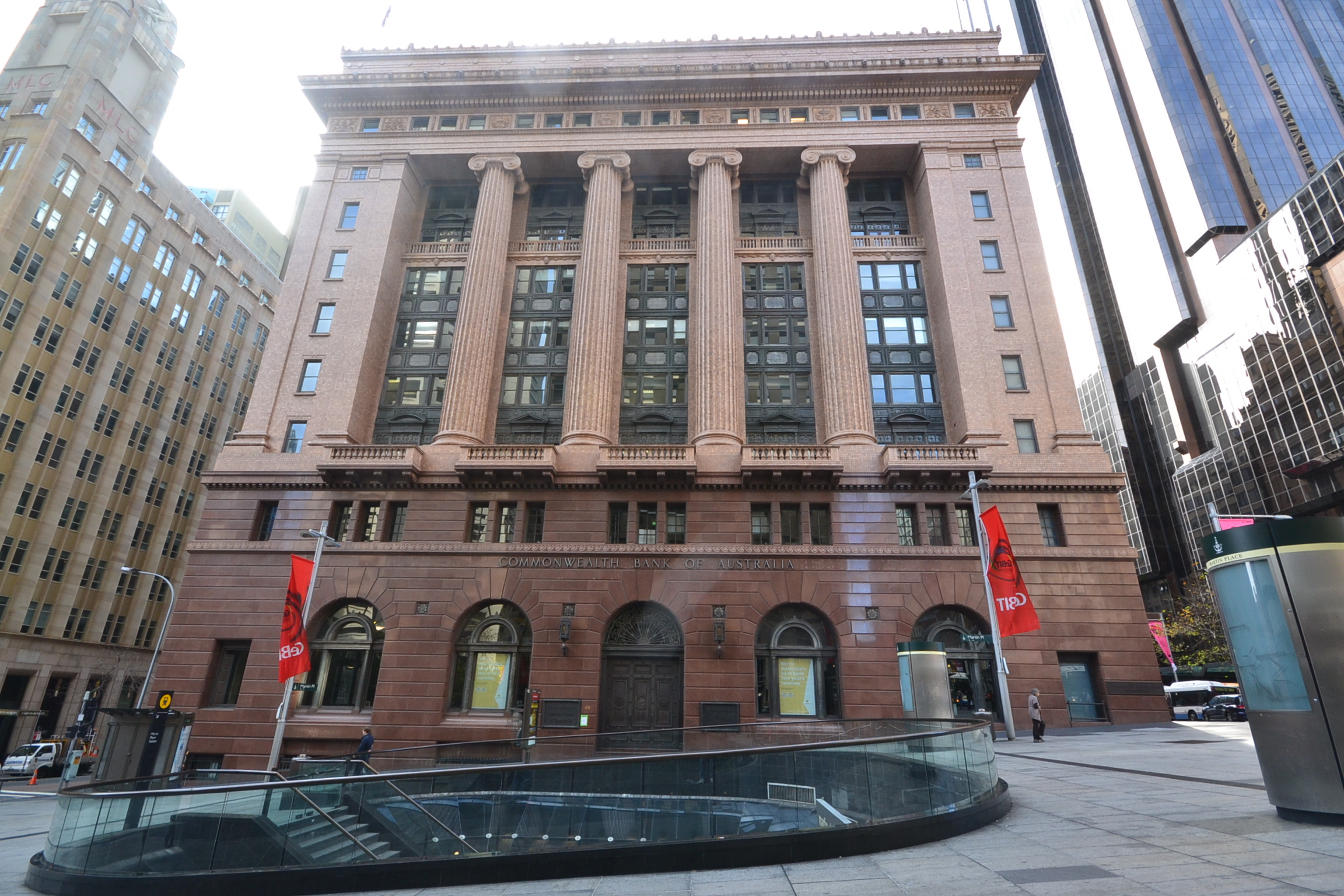
La sede della Government Savings Bank of New South Wales a Sydney

Nel 1920 la Banca sostituì il Dipartimento del Tesoro nel compito di stampare la cartamoneta australiana: questo momento segnò l'inizio dell'assunzione da parte della Commonwealth Bank del ruolo di banca centrale dell'Australia.
Nello stesso 1920 la Banca assorbì la cassa di risparmio statale del Queensland.
Nel 1931 il Governo trasferì alla Commonwealth bank i conti di risparmio della Government Savings Bank of New South Wales ("Cassa di risparmio statale del Nuovo Galles del Sud", fondata nel 1871), nonché i conti correnti e i depositi vincolati del Rural Bank Department. La Banca acquisì anche la State Savings Bank of Western Australia ("Cassa di risparmio statale dell'Australia occidentale", fondata nel 1863).
Il ruolo della Commonwealth Bank come banca centrale si espanse gradualmente a partire dal 1920: nel 1931 il Consiglio di Amministrazione della Banca entrò in conflitto con il governo laburista di James Scullin. Il presidente della banca, Robert Gibson, rifiutò di attuare una politica espansiva del credito come misura di risposta alla crisi degli anni Trenta, come richiesto dal Tesoriere (Ministro del Tesoro) Edward Theodore, ponendo come condizione che il Governo tagliasse le pensioni, cosa che Scullin rifiutò di fare. Il conflitto portò nell'immediato alla caduta del governo, ma d'altro canto spinse i Laburisti a chiedere la riforma della Banca e un controllo più diretto del Governo sulla politica monetaria.
Nel 1942 la Commonwealth Banking Corporation sospese l'attività in Papua Nuova Guinea poiché l'Esercito Imperiale Giapponese si era impadronito di molte delle città in cui operava, ed aveva bombardato Port Moresby. La Banca riprese l'attività nel 1944.
Le filiali in Papua Nuova Guinea erano varie: Port Moresby, Boroko, Rabaul, Lae, Wau, Bulolo, Goroka, Kavieng, Madang, Mount Hagen, Kundiawa, Popondetta e Wewak. Sull'isola di Bougainville c'erano filiali a Kieta, Panguna, Arawa e inizialmente anche una filiale part-time a Loloho. La Banca nmanteneva queste sedi per aiutare il commercio, le imprese locali, il governo ed i piccoli risparmiatori.
La Commonwealth Bank ricevette quasi tutti i poteri di una banca centrale in forza della legislazione d'emergenza emanata durante la seconda Guerra mondiale e alla fine della Guerra utilizzò questi poteri per avviare una forte crescita economica. Questo era l'intendimento del governo dell'epoca, che cercava di costringere i sei stati australiani a gestire la propria attività bancaria in accordo con la Federazione nell'ambito del Banking Act del 1945. Tuttavia, la Corte Suprema impedì questo esito.
Nel Dopoguerra il governo australiano mise in atto un grande programma di immigrazione, per rispondere al quale la Banca organizzò un Migrant Information Service. Anche la Commonwealth Bank si espanse in quel periodo e aprì centinaia di filiali in tutto il territorio australiano. Nel 1951 aprì una filiale anche nelle Isole Salomone.
Nel 1958 e 1959 divampò la controversia riguardo alla doppia funzione della Commonwealth Bank, che fungeva da banca centrale e nello stesso tempo operava come banca ordinaria. Alla fine, il governo separò in due la Banca e le funzioni di banca centrale furono assegnate alla Reserve Bank of Australia, mentre la Commonwealth Banking Corporation (CBC) conservava lo statuto di banca ordinaria. La CBC era a sua volta operava attraverso le sue consociate: la Commonwealth Trading Bank of Australia, la Commonwealth Savings Bank of Australia e la Commonwealth Development Bank.
Fra il 1958 e il 1976 la Commonwealth Bank ebbe delle agenzie nelle Nuove Ebridi.

### Banca ordinaria di diritto pubblico (1960–1990)
Negli anni Settanta la Banca diversificò le proprie attività, occupandosi anche di assicurazioni e viaggi. Inoltre costituì una finanziaria, la Commonwealth Bank Financial Company, nel 1974. Infine, espanse la propria attività nel campo del cambio di valute e delle operazioni internazionali in generale.
La Banca caldeggiò il passaggio alla valuta decimale negli anni precedenti il 1966 e, come molte banche, gradualmente passò dalla contabilità cartacea a quella informatica.
Nel 1974, in vista dell'indipendenza della Papua Nuova Guinea, la Banca cedette le sue attività sull'Isola alla nuova banca dello stato locale, la Papua New Guinea Banking Corporation.  La Commonwealth Bank conservò solo una filiale a Port Moresby, che chiuse definitivamente nel 1982.
Nel 1981 l'attività nelle Isole Salomone fu trasferita alla National Bank of Solomon Islands, che era una joint venture.
Nel 1989 la Banca acquisì il 75% della ASB Bank in Nuova Zelanda.
Nel 1991 assorbì anche la State Bank of Victoria, fondata nel 1842 e di proprietà dello stato di Victoria, che era in serie difficoltà.

### Privatizzazione (1991–oggi)

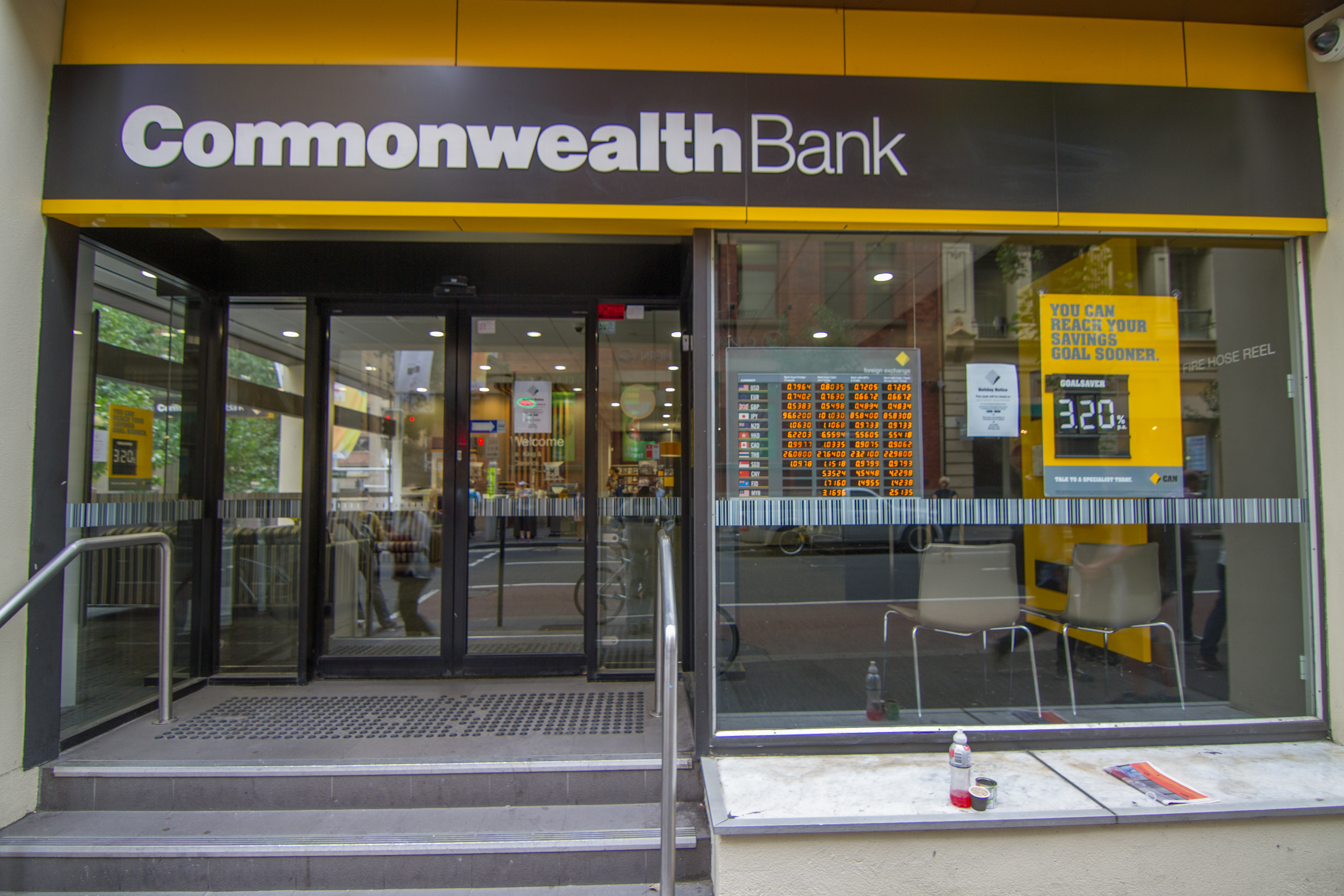
Filiale della Commonwealth Bank

Fra il 1991 e il 1996 il governo australiano privatizzò interamente la Commonwealth Bank. Pertanto la Banca è diventata una società per azioni quotata (public company), una delle poche in Australia a non inserire nella ragione sociale l'aggettivo Limited.
Nel 1994 la Commonwealth Bank cedette la sua quota nella National Bank of Solomon Islands alla Bank of Hawaii.
Nello stesso anno acquisì una partecipazione del 50% nella PT Bank International Indonesia.
Nel 2000 la Commonwealth Bank incorporò la finanziaria figiana Colonial Limited. L'operazione fece entrare nel portafoglio della Banca anche la Colonial National Bank, precedentemente chiamata National Bank of Fiji. 
Nello stesso anno la Banca acquisì anche il rimanente 25% della ASB Bank e la piena proprietà della PT Bank International Indonesia, da allora ribattezzata PT Bank Commonwealth.
Nel 2005 venne stabilita una cooperazione strategica con due banche cinesi, la Jinan City Commercial Bank e la Hangzhou City Commercial Bank. Inoltre venne aperto un ufficio di rappresentanza a Bangalore, in India.
Nel 2006 la Banca ha rilevato anche la rimanente quota del 49% nella Colonial National Bank.
Nel 2008 è stata aperta la sede di Ho Chi Minh City (la storica Saigon). Nello stesso anno la Commonwealth Bank ha assorbito la BankWest dalla HBOS.
Attualmente la Commonwealth Bank controlla una quota dell'80% nel gruppo Aussie.
Nel 2009 la Colonial National Bank è stata ceduta alla Bank of South Pacific.
All'inizio del 2018 una indagine della Royal Commission, avviata dal governo australiano presieduto da Malcolm Turnbull su mancati controlli e violazioni etiche e penali nel sistema bancario, ha messo sotto accusa proprio la Commonwealth Bank, considerata una delle più affidabili al mondo. Sono stati accertati ritardati controlli su oltre 53.000 transazioni bancomat (infrangendo così le leggi sul riciclaggio di denaro e le norme antiterrorismo), transazioni illegali che in un'ottantina di casi hanno portato all'arrestato di funzionari corrotti, conti correnti intestati a persone morte, spese di consulenza inventate, operazioni irregolari condotte tra il 2011 e il 2017. Il 9 maggio 2018 la banca, che ha ammesso "comportamenti inconcepibili", è stata multata dalla ASIC per 25 milioni di dollari australiani. Lo scandalo ha costretto alle dimissioni il CEO della banca, Ian Narev, uno dei banchieri più noti, e la sua sostituzione in aprile con Matt Comyn.